# Аманда (фільм, 2009)
«Аманда» — кінофільм режисера Стіва Марра, що вийшов на екрани в 2009 році.

## Зміст
Джо успішно веде свій бізнес і не відмовляє собі в жінках. Але зустріч з Амандою перевертає його світ. Він вирішує одружитися з дівчиною, але в процесі підготовки до весілля дізнається непривабливі факти з її минулого. Вони розлучаються, проте з часом чоловік розуміє, що власноруч прогнав зі свого життя єдину, яка може зробити його щасливим.

## Ролі
| Актор                    | Роль |
| ------------------------ | ---- |
| Аріана Дубінін           | -    |
| Ренді Райан              | -    |
| Меттью В. Аллен          | -    |
| Ніл С. Багадіонг         | -    |
| Білл Бенністер           | -    |
| Тім Баррет               | -    |
| Брюс Беннетт             | -    |
| Тіффані Бенедикт Бірксон | -    |
| Тіффані Баллок           | -    |
| Мерайя Дейзі-Шарп        | -    |

## Знімальна група
- Режисер — Стів Марра
- Сценарист — Стів Марра
- Продюсер — Марк Ейджі, Стів Марра, Річард Кінен
- Композитор — Філ Бакл, Майкл Ян Лівайн